# Nathalie Fiat
Nathalie Fiat (ur. 4 listopada 1964) – francuska kolarka górska, srebrna medalistka mistrzostw świata i Europy.

## Kariera
Największy sukces w karierze Nathalie Fiat osiągnęła w 1991 roku, kiedy zdobyła srebrny medal w downhillu podczas mistrzostw świata w Ciocco. W zawodach tych wyprzedziła ją jedynie Włoszka Giovanna Bonazzi, a trzecie miejsce zajęła broniąca tytułu Kanadyjka Cindy Devine. W tym samym roku zajęła również drugie miejsce podczas mistrzostw Europy w Bourboule, ponownie przegrywając tylko z Bonazzi. Nigdy nie wystąpiła na igrzyskach olimpijskich. 